# Nati nel 1206
| Questa pagina contiene informazioni ricavate automaticamente dalle voci biografiche con l'ausilio del template Bio e di un bot. L'aggiornamento è periodico e automatico e ricostruisce completamente la pagina. Se manca una persona in questa lista, sei pregato di non aggiungerla, ma accertati piuttosto che la sua voce biografica contenga il template Bio e che i dati anagrafici siano correttamente compilati. Se il template Bio manca, inseriscilo tu stesso o, in alternativa, metti l'avviso {{tmp\|Bio}} che ne segnala la mancanza. Se i dati riportati sono sbagliati, correggi direttamente la voce biografica; le modifiche saranno visibili in questa lista entro pochi giorni. Per chiarimenti vedi il progetto biografie. La lista contiene solo le 11 persone che sono citate nell'enciclopedia e per le quali è stato implementato correttamente il template Bio. Pagina aggiornata al 10 ago 2025. |

- 19 marzo - Güyük, condottiero mongolo († 1248)
- 7 aprile - Ottone II di Baviera, duca († 1253)
- 29 novembre - Béla IV d'Ungheria, sovrano ungherese († 1270)
- Filofteia di Arges, religiosa bulgara († 1218)
- Pinamonte dei Bonacolsi, politico italiano († 1293)
- Teodorico de' Borgognoni, medico e vescovo cattolico italiano († 1298)
- Corrado di Turingia, nobile tedesco († 1240)
- Godan Khan, condottiero mongolo († 1251)
- Il-yeon, monaco buddhista, scrittore e storico coreano († 1289)
- Beatrice di Savoia, nobile († 1266)
- Yaghmurasan ibn Zayyan, sultano berbero († 1283)